# Sielsowiet Demidowicze
Sielsowiet Demidowicze (biał. Дзямідавіцкі сельсавет, Dziamidawicki sielsawiet; ros. Демидовичский сельсовет) – sielsowiet na Białorusi, w obwodzie mińskim, w rejonie dzierżyńskim, z siedzibą w Dworyszczu.

## Demografia
Według spisu z 2009 sielsowiet Demidowicze zamieszkiwało 1721 osób, w tym 1556 Białorusinów (90,41%), 102 Rosjan (5,93%), 28 Polaków (1,63%), 14 Ukraińców (0,81%), 8 Ormian (0,46%), 10 osób innych narodowości i 3 osoby, które nie podały żadnej narodowości.
Do 2019 liczba ludności spadła do 1647 osób. Największymi miejscowościami były wówczas Dworyszcze (572 mieszkańców), Jucki (311 mieszkańców) i Płaszewo (138 mieszkańców). Liczba ludności żadnej z pozostałych miejscowości nie przekraczała 90 osób.

## Geografia i transport
Sielsowiet położony jest na Wysoczyźnie Mińskiej, w północnej części rejonu dzierżyńskiego. Największą rzeką jest Usa.
Przez sielsowiet przebiegają droga magistralna M14 oraz droga republikańska R65.

## Historia
W latach 30. XX w. sielsowiety Stalinowo, Nowosady i Narejkowo, obejmujące miejscowości współczesnego sielsowietu Demidowicze, były polsowietami z autonomią dla ludności polskiej.
18 marca 2011 siedzibę władz sielsowietu przeniosiono z Jucek do Dworyszcza.

## Miejscowości
- agromiasteczka:
  - Dworyszcze
- wsie:

| - - Baturowa - Bielakowo Małe - Bielakowo Wielkie - Buda - Czyki - Czyrwonaja Zmiena - Demidowicze - Frunzie | - - Hryńkowo - Jucki - Kawarlany - Krzysztofowo - Martynowicze - Mosznica - Nowosady - Packi | - - Perchurowo - Płaszewo - Ponino - Pousie - Szpilki - Szumszczyna - Wyzwalennie - Zalesie |

- chutor:
  - Krasulin